# Kościół Najświętszego Ciała i Krwi Chrystusa w Katowicach
Kościół Najświętszego Ciała i Krwi Chrystusa w Katowicach – rzymskokatolicki kościół parafialny pod wezwaniem Najświętszego Ciała i Krwi Chrystusa przy ul. Marcina Radockiego 251 w katowickiej dzielnicy Piotrowice-Ochojec.
Odpust przypada w niedzielę po Uroczystości Najświętszego Ciała i Krwi Chrystusa.

## Historia
Władze kościelne podjęły decyzję o budowie nowego kościoła w 1986 roku. Władze państwowe wyraziły zgodę na budowę 18 grudnia 1987 roku. Autorami projektu byli inż. Jacek Leśko i inż. Barbara Rowińska. Kamień węgielny poświęcony przez papieża św. Jana Pawła II w Tarnowie 10 czerwca 1987 roku, wmurował abp Damian Zimoń 12 czerwca 1997 roku. Ze strony kościelnej za budowę odpowiadali księża Janusz Kwapiszewski oraz Zenon Buchalik. Autorem projektu wystroju wnętrza był Mikołaj Krusz. Obraz w prezbiterium wykonał artysta Aleksander Kiszka. Dzwon poświęcił 12 kwietnia 2000 roku bp Gerard Bernacki. W 2003 roku kościół wyposażony został w organy elektryczne. Świątynię poświęcił abp Damian Zimoń 7 czerwca 2004 roku.